# Maria (Nabokov)
Maria (titolo orig. russo: Машенька, Mašen'ka) è un romanzo di Vladimir Nabokov, pubblicato per la prima volta in russo nel 1926 sotto lo pseudonimo di V. Sirin presso le edizioni Slovo. L'autore stesso, con l'aiuto di Michael Glenny, lo ha poi tradotto in inglese nel 1970 col titolo Mary. 

## Trama
È il racconto di Lev Glebovič Ganin, emigrante russo in fuga dalla rivoluzione del 1917 e rifugiato a Berlino, in una pensione, dove scopre che Maria, un'infermiera, prima erano innamorati, però  si sono separati, è ora sposata con il vicino di stanza, Aleksej Ivanovič Alfiorov, e presto lo deve raggiungere dalla Russia. Ganin, tuttavia, convinto che anche lei lo ami e che il matrimonio di lei sia forzato, aspetta di incontrarla.
Sia la ragazza sia il marito riappariranno come personaggi secondari in La difesa di Lužin.

## Adattamenti cinematografici
Dal romanzo è stato tratto un film nel 1987 per la regia di John Goldschmidt.

## Edizioni italiane
- Maria, trad. di Ettore Capriolo, Collana Scrittori italiani e stranieri, Milano, Arnoldo Mondadori Editore, 1971.
- Mašen’ka, traduzione di Franca Pece, Collana Biblioteca n.738, Milano, Adelphi, 2022, ISBN 978-88-459-3713-2.